# William Carlucci
William H. "Bill" Carlucci (født 3. juni 1967 i Rye Brook, New York, USA) er en amerikansk tidligere roer.
Carlucci vandt (sammen med Marc Schneider, Jeff Pfaendtner og David Collins) bronze i letvægtsfirer ved OL 1996 i Atlanta. Der deltog i alt 18 lande i konkurrencen, hvor de øvrige medaljetagere var Danmark, der fik guld, samt Canada, der tog sølvmedaljerne. Det var det eneste OL han deltog i.
Carlucci vandt desuden en VM-sølvmedalje i letvægtsotter ved VM 1998 i Köln.

## OL-medaljer
- 1996:  Bronze i letvægtsfirer